# Discontinuité de Mohorovičić
Pour le genre d'oiseaux, voir Moho (oiseau).

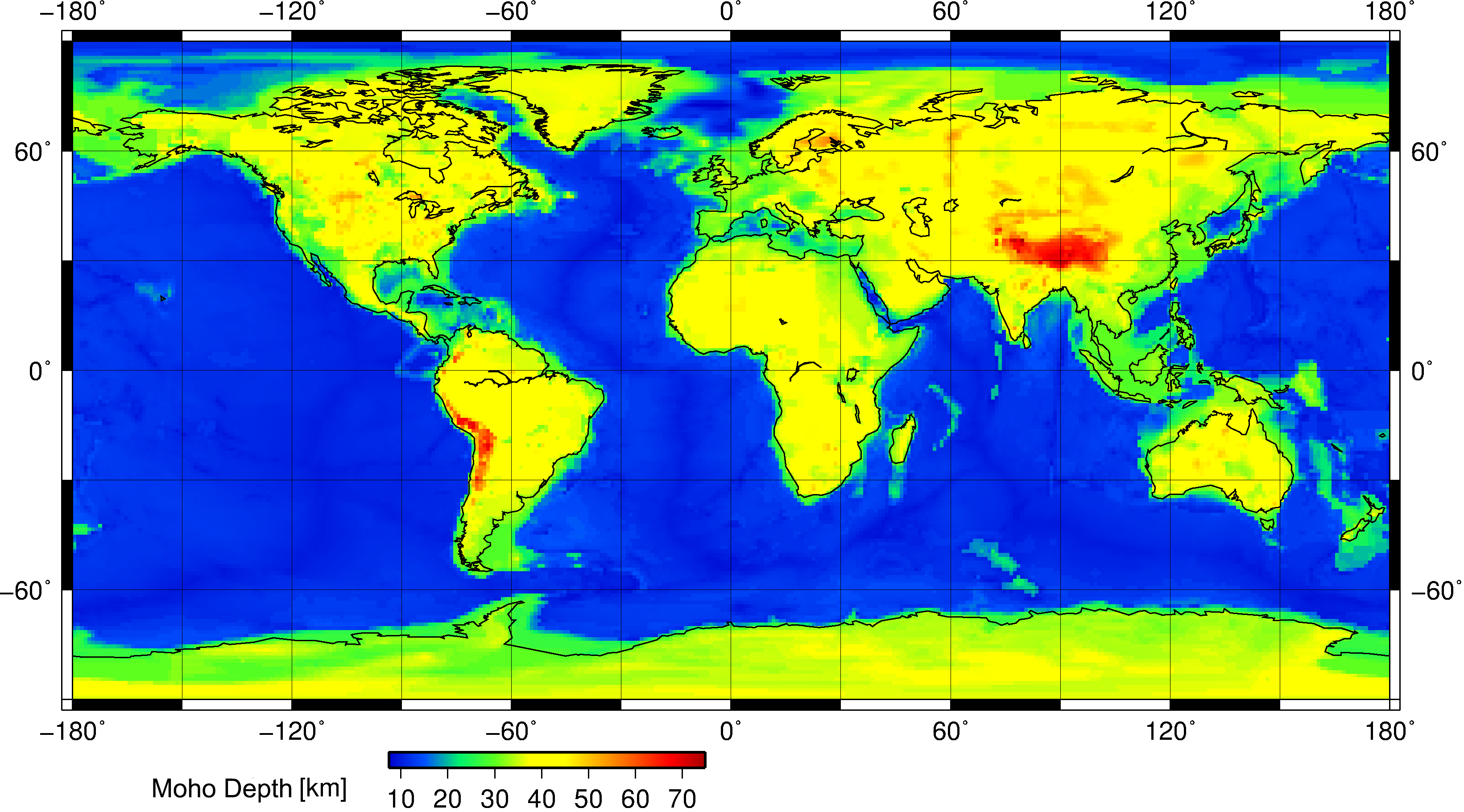
Carte du monde montrant la profondeur du Moho.

La discontinuité de Mohorovičić, abrégée Moho, est la limite entre la croûte terrestre et le manteau supérieur de la Terre.

A) Discontinuité de Mohorovičić. B) Discontinuité de Gutenberg.
C) Discontinuité de Lehmann. 1) Croûte continentale 2) Croûte océanique 3) Manteau supérieur 4) Manteau inférieur 5) Noyau externe 6) Noyau interne.

Le Moho est la limite inférieure de la croûte continentale, ayant une épaisseur comprise entre 20 et 90 km (épaisseur plus grande sous les chaînes montagneuses), et de la croûte océanique, ayant une épaisseur comprise entre 5 et 10 km. Le Moho est en moyenne situé à 35 km de profondeur.

## Histoire
Cette discontinuité a été détectée pour la première fois en Croatie en 1909 par Andrija Mohorovičić, qui lui donna son nom.
Elle est mise en évidence par une accélération brutale des ondes sismiques, les ondes primaires passant de 7 à 8 km/s.
Cette accélération s'explique par un changement du milieu de propagation (en particulier la densité et la minéralogie changent), qui implique une réfraction, la croûte étant constituée majoritairement de basaltes si elle est océanique ou de granites si elle est continentale, alors que le manteau est fait de péridotite. C'est donc une discontinuité physico-chimique. 

Des enregistrements  d'ondes sismiques permirent de mettre en évidence la réfraction partielle des ondes sismiques par cette discontinuité : en 1909, Mohorovičić observe deux trains d'ondes P sur un sismogramme. D'après la distance de l'épicentre à la station et l'intervalle de temps entre l'arrivée des deux trains d'ondes P, il calcule la profondeur de la discontinuité présumée : environ 30 km.

## Recherche
Depuis les années 1960, de nombreux projets de forage ont été entrepris afin d'atteindre le Moho, à commencer par le Mohole, projet américain de 1967-1968 qui espérait atteindre le Moho au travers de la croûte océanique près d'Hawaï, sous 4 500 mètres d'eau (sans succès). En 1968, le projet Deep Sea Drilling Project (en) qui a utilisé le navire de forage JOIDES Resolution a tenté la même chose près du littoral du Mexique, mais le projet fut abandonné.
Le forage SG-3, premier projet à tenter d'atteindre le Moho à travers le continent est un projet russe commencé en 1970. Aucun de ces projets n'a réussi, bien qu'en 1989, le projet russe en soit arrivé à forer à plus de 12 km de profondeur. 

L'Allemagne avait également commencé un tel projet en Bavière qui prévoyait d'atteindre le Moho en 1996 (abandonné depuis).